# Де Йонг, Бой
Бой де Йонг (нидерл. Boy de Jong; 10 апреля 1994, Ворбюрг, Нидерланды) — нидерландский футболист, вратарь.

## Клубная карьера
Де Йонг — воспитанник «АДО Ден Хааг». В юном возрасте перешёл в академию «Фейеноорда», став основным вратарём составов своего возраста. Подавал большие надежды, но пробиться в основной состав ему мешали более опытные Элвин Мюлдер и Костас Лампру. Для получения игровой практики в июне 2013 года на правах годичной аренды перешёл в «Эксельсиор». Однако вратарь лишь однажды, в товарищеском матче, сыграл за клуб. Главный тренер команды Йон-Даль Томассон предпочёл в качестве стража ворот Джорди Декерса. В январе 2014 года Бой критиковал «Фейеноорд» за отсутствие моральной поддержки со стороны клуба.
Летом 2014 года де Йонг, находившийся в статусе свободного агента, подписал двухлетний контракт с ПЕК Зволле. Боя ждала та же самая участь, что и в «Фейеноорде» — место третьего вратаря команды. В следующем сезоне ситуация не изменилась. Тем не менее, 19 декабря 2015 года де Йонг дебютировал за клуб в рамках Эредивизи во встрече против ПСВ, за полчаса до конца матча заменив травмированного Кевин Бегуа. Главный тренер команды Рон Янс назвал выступление вратаря «прекрасной работой». Провёл одну игру в гостевом матче плей-офф за Лигу Европы против «Утрехт», который его команда проиграла со счётом 2:5. В конце сезона контракт игрока закончился и не был продлён.
23 июня 2016 года Бой присоединился к команде «Телстар» на предсезонном сборе, а 20 июля подписал контракт до конца предстоящего сезона. Дебютировал за клуб 20 сентября 2016 года в матче Кубка Нидерландов с «Кёйком», завершившемся победой со счётом 3:1. Через три дня сыграл первый в Эрстедивизи матч, против «Эйндховена», в котором его команда проиграла — 1:4. Из-за травмы Весли Зонневелда в январе 2017 года, де Йонг стал главным голкипером «Телстара» на оставшуюся часть сезона. В начале сезона 2017/18 игрок снова находился в роли второго вратаря: на этот раз конкуренцию ему составил Роди де Бур, ставку на которого сделал главный тренер команды Майк Снои. Из-за сложившейся ситуации Бой захотел сменить клуб.
24 августа 2017 года новым клубом игрока стал действующий чемпион Бельгии «Андерлехт», в который он призван заменить ушедшего в аренду Дёйви Рофа. По словам де Йонга, он снова стал третьим вратарём в команде — после Матца Селса и Франка Букса. Поскольку отец игрока Макс де Йонг работает в «Андерлехте» в качестве тренера вратарей, к нему были предъявлены обвинения в кумовстве. Бой отрицал свою причастность к этому и всё больше хотел доказать обратное на деле. 21 января 2018 года из-за травмы Букса попал в заявку на гостевой матч Про-лиги против «Генка».

## Карьера в сборной
Выступал за сборные Нидерландов различных возрастов. В 2011 году играл на юношеском чемпионате Европы 2011, будучи основным голкипером команды. Сборная Нидерландов в финале обыграла (5:2) сборную Германии и стала победителем турнира.

## Достижения
ПЕК Зволле
- Обладатель Суперкубка Нидерландов: 2014

Сборная Нидерландов
- Победитель юношеского чемпионата Европы: 2011

## Клубная статистика
| Выступление      | Выступление      | Выступление      | Лига | Лига | Кубки | Кубки | Итого | Итого |
| Клуб             | Лига             | Сезон            | Игры | Голы | Игры  | Голы  | Игры  | Голы  |
| ---------------- | ---------------- | ---------------- | ---- | ---- | ----- | ----- | ----- | ----- |
| Фейеноорд        | Эредивизи        | 2013/14          | —    | —    | —     | —     | 0     | 0     |
| Фейеноорд        | Итого            | Итого            | —    | —    | —     | —     | 0     | 0     |
| → Эксельсиор     | Эрсте дивизи     | 2013/14          | —    | —    | —     | —     | 0     | 0     |
| → Эксельсиор     | Итого            | Итого            | —    | —    | —     | —     | 0     | 0     |
| ПЕК Зволле       | Эредивизи        | 2014/15          | —    | —    | —     | —     | 0     | 0     |
| ПЕК Зволле       | Эредивизи        | 2015/16          | 2    | -6   | —     | —     | ?     | -6    |
| ПЕК Зволле       | Итого            | Итого            | 2    | -6   | —     | —     | 2     | -6    |
| Телстар          | Эрсте дивизи     | 2016/17          | 20   | -35  | 2     | -3    | 22    | -38   |
| Телстар          | Итого            | Итого            | 20   | -35  | 2     | -3    | 22    | -38   |
| Андерлехт        | Про-лига         | 2017/18          | —    | —    | —     | —     | 0     | 0     |
| Андерлехт        | Про-лига         | 2018/19          | —    | —    | —     | —     | 0     | 0     |
| Андерлехт        | Итого            | Итого            | —    | —    | —     | —     | 0     | 0     |
| Стелленбос       | Премьершип       | 2019/20          | 17   | -23  | 1     | -2    | 18    | -25   |
| Стелленбос       | Итого            | Итого            | 17   | -23  | 1     | -2    | 18    | -25   |
| Катвейк          | Тведе дивизи     | 2020/21          | —    | —    | —     | —     | 0     | 0     |
| Катвейк          | Итого            | Итого            | —    | —    | —     | —     | 0     | 0     |
| Всего за карьеру | Всего за карьеру | Всего за карьеру | 39   | -64  | 3     | -5    | 42    | -69   |

1. ↑  Включая матч плей-офф за попадание в Лигу Европы